# Агиту
Агиту (арм. Աղիտու) — село в Сюникской области, в 4 км восточнее Сисиана, на левом берегу реки Воротан.

## История и достопримечательности
При археологических раскопках в пещерах Агиту в окрестностях села найдены артефакты и погребения позднего каменного века. Самые ранние свидетельства заселения пещеры Агиту-3 в верхнепалеолитическом слое VII датируются возрастом ∼39—36 тыс. лет до настоящего времени — мягкая, влажная климатическая фаза. Слой VI показывает периодическое заселение пещеры человеком, поскольку преобладали тёплые, влажные условия ∼36—32 тыс. лет до н. в. По мере того как климат становится более прохладным и сухим ∼32—29 тыс. лет до н. в. (слой V—IV), свидетельства посещения пещеры человеком минимальны. По мере того, как продолжается похолодание, отложения слоя III демонстрируют, что люди использовали пещеру более интенсивно в период от 29 до 24 тыс. лет назад, оставляя после себя многочисленные каменные артефакты, фаунистические остатки и свидетельства освоения огня древними людьми. Слой III демонстрирует расширение социальных сетей на северо-запад и юго-запад, поскольку увеличивается расстояние транспортировки обсидиана, используемого для изготовления каменных артефактов. Наблюдается добавление костяных орудий, включая иглу с глазком, и бусин из ракушек, привезённых с востока, что позволяет предположить, что эти люди изготовляли сложную одежду и носили украшения. Остатки мелких млекопитающих, птиц, древесного угля, пыльцы и тефры рассказывают историю изменчивости окружающей среды.
Вблизи села в ущелье реки Воротан находятся дольмены, датируемые II—I тыс. до нашей эры. В пещере Агиту-3 нашли скелеты с монетами во рту. В пещере Агиту-7 нашли каменные ящики, напоминающие античные и урартские захоронения. Учёные нашли красные сосуды эпохи Урарту.

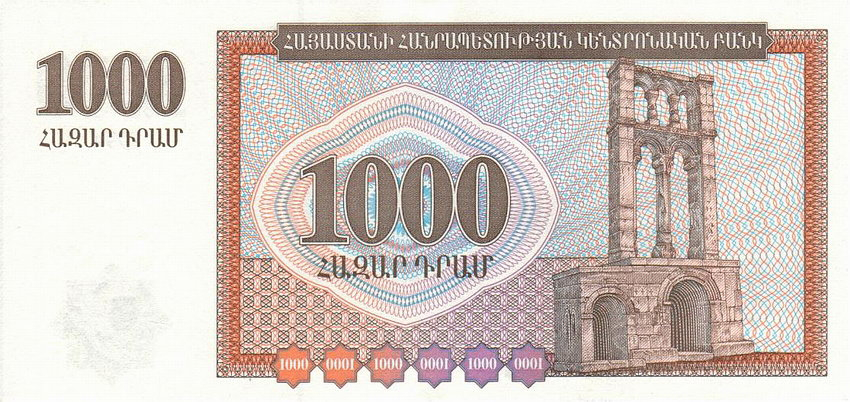
1000-драмовая банкнота образца 1993 года с изображением стелы в Агиту

В селе находится надгробная постройка VII века. Над двумя глубокими склепами устроена площадка со ступенчатым входом с задней стороны. Над ней возвышаются три устоя — два пилона и колонна между ними, соединенные арками, над которыми шёл карниз. Все сооружение венчалось тремя арками на фигурных колоннах, до нас не дошедших. Согласно народной легенде памятник воздвигли жители Агуди память о трёх князьях Сюника, победивших персидского правителя, двинувшегося на село с большим войском. Изображение этого памятника было помещено на банкноте 1000 драмов старого образца.
До 9 апреля 1991 года село носило название Агуди (азерб. Ağudi).

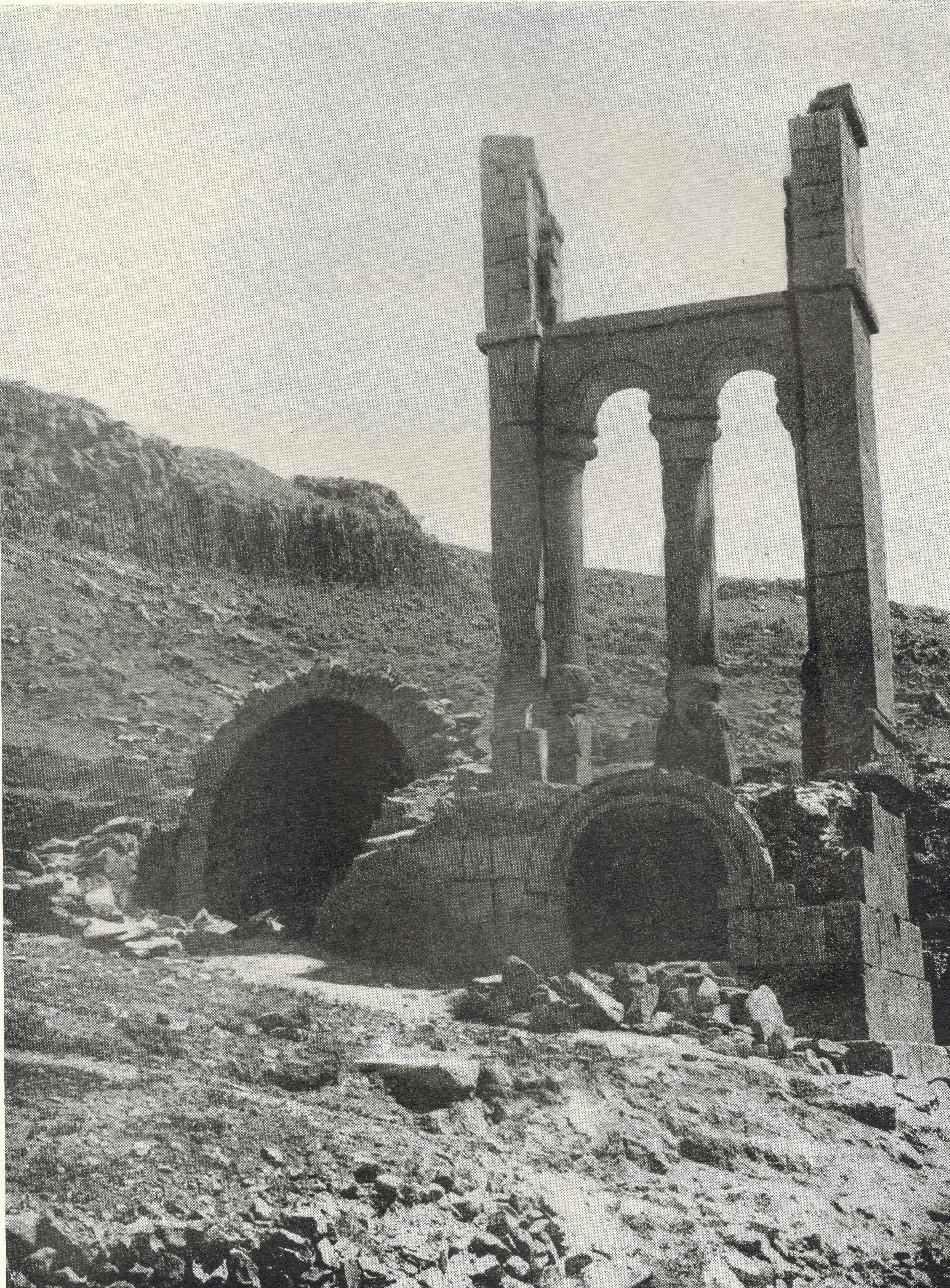
Мемориал в начале XX века

## Население
По данным «Свода статистических данных о населении Закавказского края, извлеченных из посемейных списков 1886 года» в селе Агуды Вагудинского сельского округа Зангезурского уезда было 125 дыма и проживало 903 азербайджанца (указаны как «татары»), которые были в основном шиитами по вероисповеданию и крестьянами.
По данным Кавказского календаря на 1912 год, в селе Агуды Зангезурского уезда проживало 1283 человек, в основном азербайджанцев, указанных как «татары».